# Ministeriet for Kærlighed
Ministeriet for Kærlighed (eller Minikær på Nysprog) er et af de fire ministerier, der styrer Oceanien i George Orwells roman 1984. De tre andre ministerier er: Ministeriet for Sandhed (Minisand), Ministeriet for Rigdom (Minirig) og Ministeriet for Fred (Minipax).
Formålet med Ministeriet for Kærlighed er at gennemtvinge loyaliteten og kærligheden til Store Broder gennem frygt, tortur og hjernevask. Ministeriet for Kærlighed har ingen vinduer, og det er omgivet af pigtrådshegn, ståldøre, skjulte maskingeværreder og bevæbnede vagter. Dets betydning underspilles af Partiet, men dets formål er velkendt, og det er helt klart det vigtigste af alle ministerier, fordi det kontrollerer befolkningen.
I ministeriet findes værelse 101, som er det værste man kan forestille sig, og ministeriet er hovedkvarter for tankepolitiet,
Som de andre ministerier har Ministeriet for Kærlighed et misvisende navn, da det hovedsageligt er ansvarligt for elendighed, lidelse og had. Men teknisk set er det nok det ministerium, der har det sandeste navn, da dets formål er at få folk til at elske Store Broder.

Denne artikel er en oversættelse af artiklen Ministry of Love på den engelske Wikipedia. Oversættelsen tager i sin sprogbrug desuden udgangspunkt i den danske udgave af 1984 (Gyldendals Tranebøger 1973), oversat af Paul Monrad.